# Friedrich Zundel
Georg Friedrich Zundel (* 13. Oktober 1875 in Iptingen bei Wiernsheim; † 7. Juni 1948 in Stuttgart) war ein deutscher Maler, Landwirt und Mäzen. Als Maler erlangte er insbesondere für seine Porträts eine gewisse Berühmtheit.

## Werdegang

Mit Rosa Luxemburg (1907)

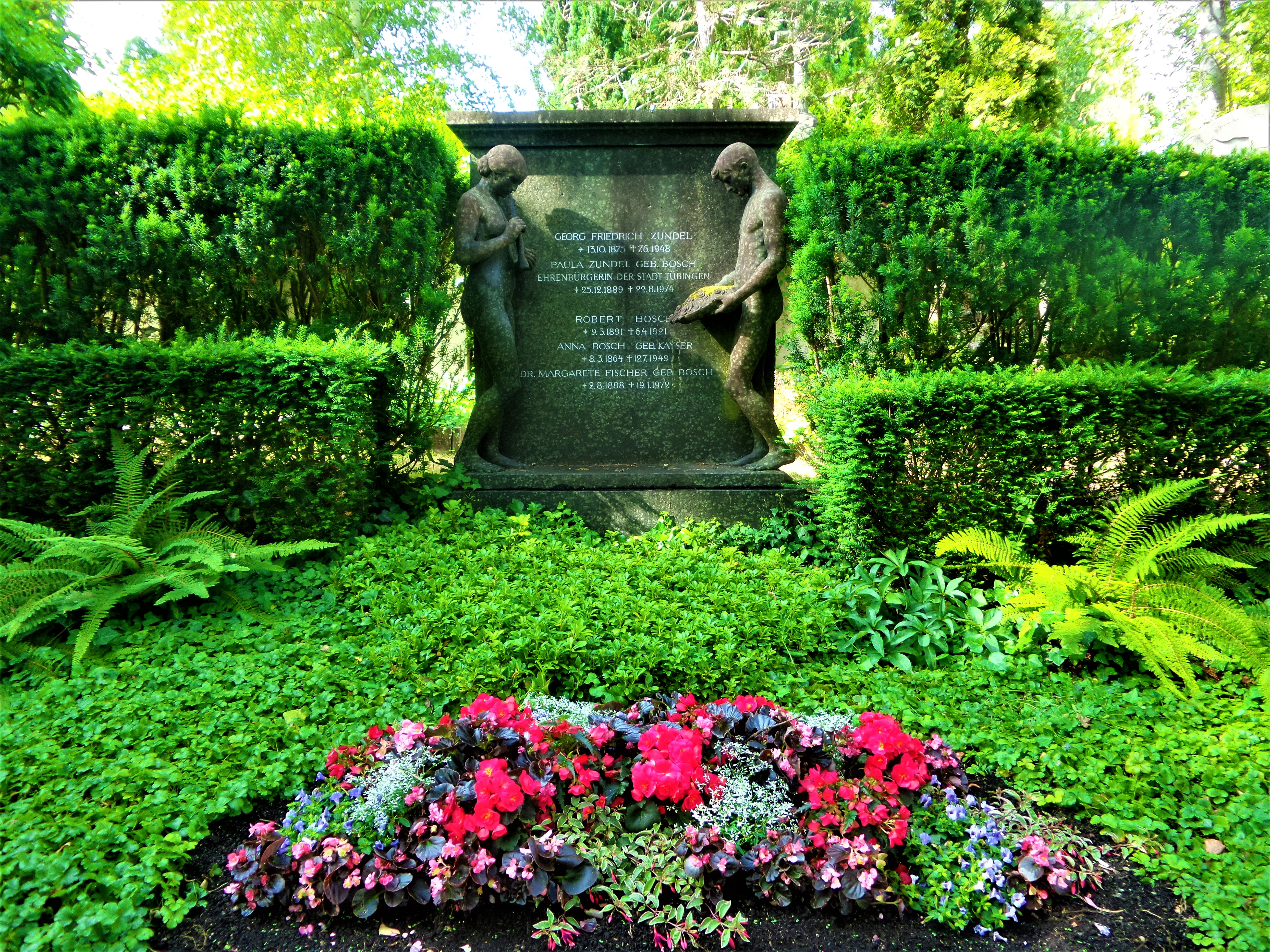
Grabstein von Friedrich und Paula Zundel auf dem Tübinger Stadtfriedhof

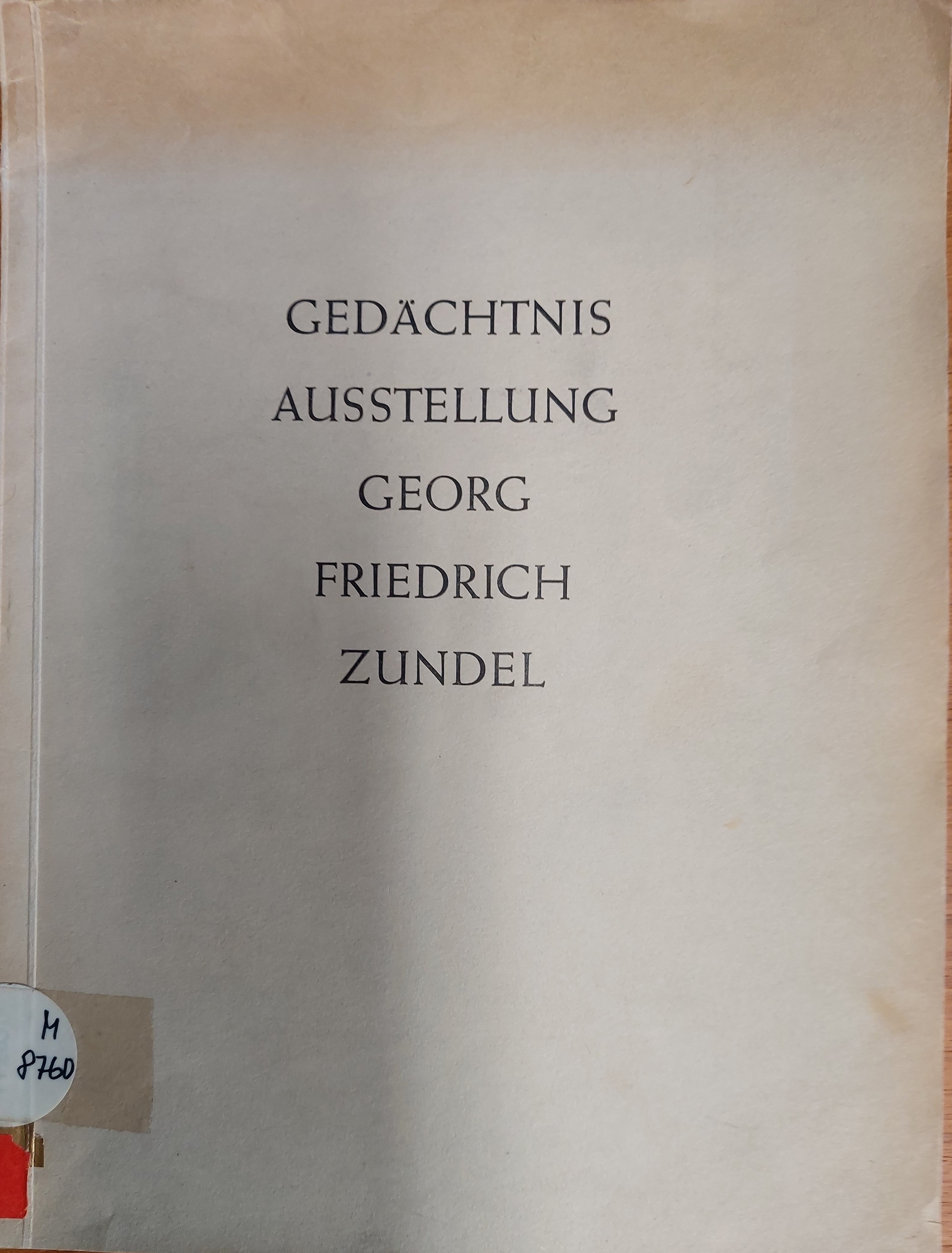
Gedächtnisausstellung 1948

Zundel war der Sohn eines Weinbauern und Gastwirts und verlor im Alter von sechs Jahren seine Mutter. Da er sich mit der zweiten Frau seines Vaters sehr schlecht verstand, verließ er mit vierzehn Jahren das Elternhaus und begann eine Lehre bei einem Malermeister in Pforzheim, die er 1891 als Geselle beendete. Anschließend arbeitete er sechs Jahre in Frankfurt am Main in der Werkstatt eines Dekorationsmalers und lernte dort die Verhältnisse der einfachen Arbeiterwelt kennen. 1897 entschloss sich Zundel zum Kunststudium zunächst an der Kunstgewerbeschule Karlsruhe, später an der Kunstschule Stuttgart. Die Studien Zundels fanden bereits 1898 ein vorzeitiges Ende, als er wegen Beteiligung an der Organisation eines Streiks von Kunststudenten von der Schule relegiert wurde.
Zundel war in den Jahren des Studiums mit sozialistischen Ideen in Kontakt gekommen und begann, sich zunehmend mit dem „Kampf gegen Unterdrückung und Ausbeutung“ zu identifizieren. Dies kam zunächst in seiner Beziehung zur achtzehn Jahre älteren sozialistischen Politikerin und Frauenrechtlerin Clara Zetkin zum Ausdruck, die zu dieser Zeit in Stuttgart als Redakteurin der SPD-Frauenzeitung Die Gleichheit arbeitete. Sie heirateten 1899 und lebten von 1903 bis zu ihrer Trennung, die mit der Scheidung im Jahre 1926  endete, in einem Landhaus in Sillenbuch bei Stuttgart, das zu einem beliebten Aufenthaltsort für internationale Führer sozialistischer Organisationen wurde. Auch Lenin machte dort 1907 Station.
Zundels ideologische Überzeugung spiegelte sich in Arbeiterporträts wider, die in diesen Jahren entstanden. Hauptaugenmerk legte Zundel auf die Fokussierung von Menschen durch die Herausnahme aus deren Umfeld (kaum Bezugnahme auf Milieu oder übertriebener Symbolismus) und fast lebensgroße Darstellungen.
Kunstmäzene, unter anderem auch Graf Casanova am Lago Maggiore in Italien, der ihm ein Atelier zur Verfügung stellte, sorgten für ein gutes Auskommen, mit dem er auch das oben erwähnte Landhaus finanzieren und sich ein Auto leisten konnte. Da er auch Kontakte zu Karl Kautsky hatte, der im selben Haus wohnte wie Robert Bosch, kam es 1907 zu Aufträgen, Boschs Töchter Paula und Margarete zu porträtieren. Gleichzeitig engagierte sich Zundel auch parteipolitisch durch Plakatentwürfe sowie die Ausgestaltung von Heimen, insbesondere durch die Diskussion über die Rolle künstlerischen Schaffens in der sozialistischen Bewegung.
In den Jahren vor und nach dem Ersten Weltkrieg wandte sich Zundel von der realistischen Malerei ab und entdeckte mythische und religiöse Motive, bei denen insbesondere der Erlösungsgedanke im Mittelpunkt stand. In diesen Jahren entfremdete er sich zunehmend von Clara Zetkin.
Nach der Scheidung von Zetkin heiratete er 1927 Paula Bosch, die er schon gemalt hatte, als sie noch ein Kind war. Mit ihr zog er sich auf einen von ihm 1921 selbst entworfenen und von Robert Bosch für seine Töchter gebauten Gutshof, den „Berghof“ bei Tübingen, zurück, wo er sich neben der künstlerischen Tätigkeit auch der landwirtschaftlichen Arbeit zuwandte. In seinem Spätwerk wandte er sich abermals idealistischen Motiven zu, wobei nun aber christliche Elemente zunehmend eine Rolle spielten. Aus der Ehe mit Paula Bosch ging als einziges Kind der Sohn Georg Zundel hervor. Friedrich Zundel erhielt ein Ehrengrab auf dem Tübinger Stadtfriedhof.
1971 stifteten Paula Zundel und ihre Schwester Margarete Fischer-Bosch die Kunsthalle Tübingen, um eine dauerhafte Bleibe für Zundels Werke zu schaffen. Für ihre Verdienste um die Stadt Tübingen wurde Paula Zundel, wie schon ihrer Mutter Anna Bosch, die Ehrenbürgerwürde der Stadt Tübingen verliehen.

## Weblinks

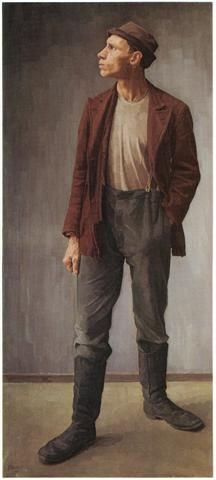
Streik (1903)
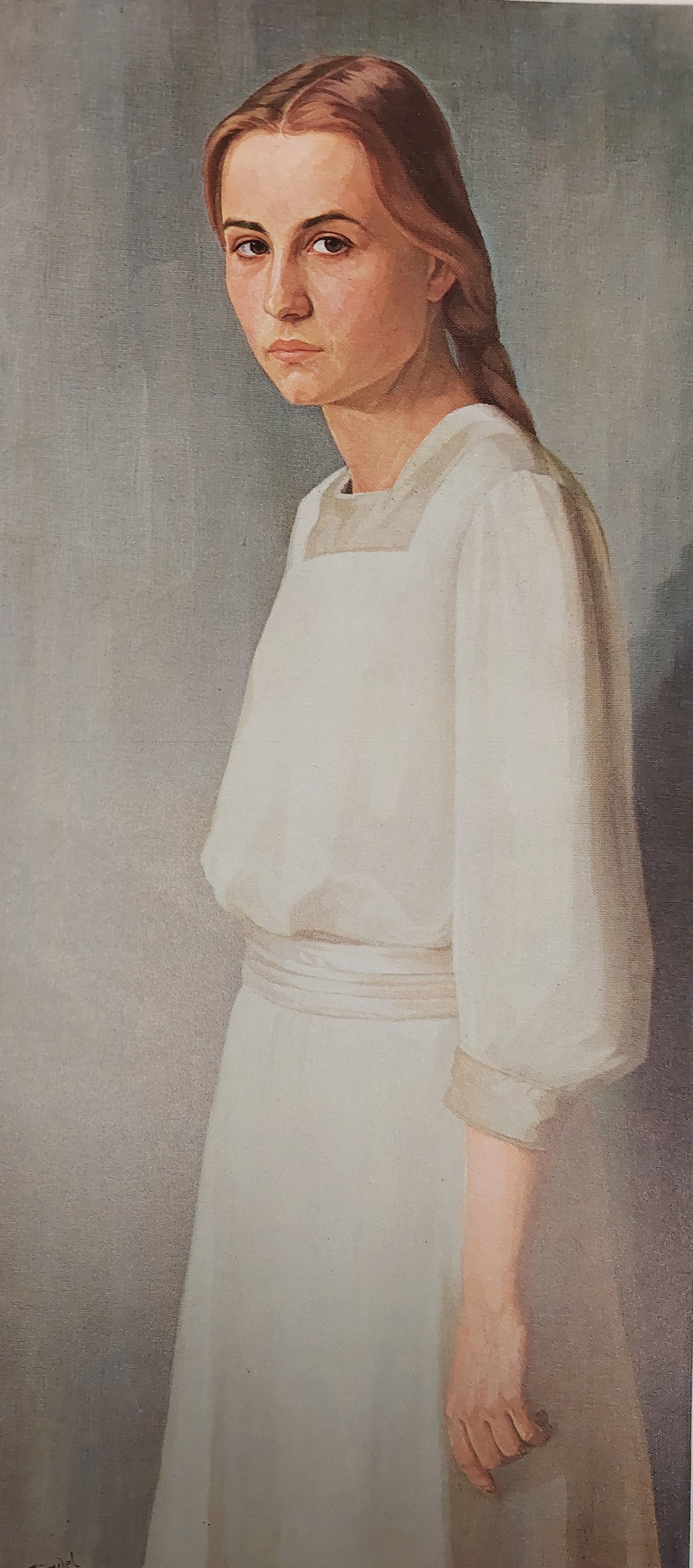
Paula Bosch (1907)
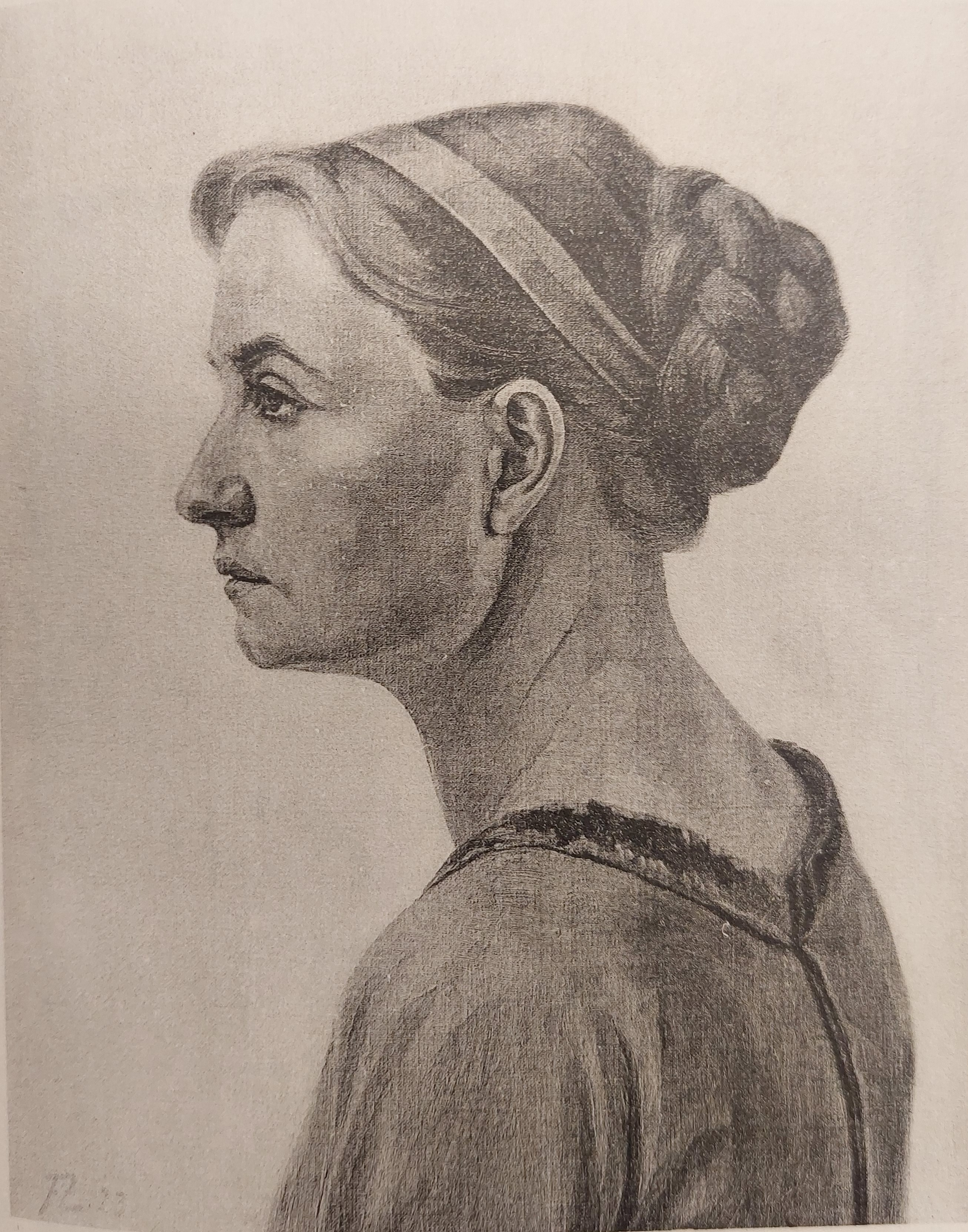
Paula Bosch (1923)
Morgen (1929)